# Rio Pegnitz

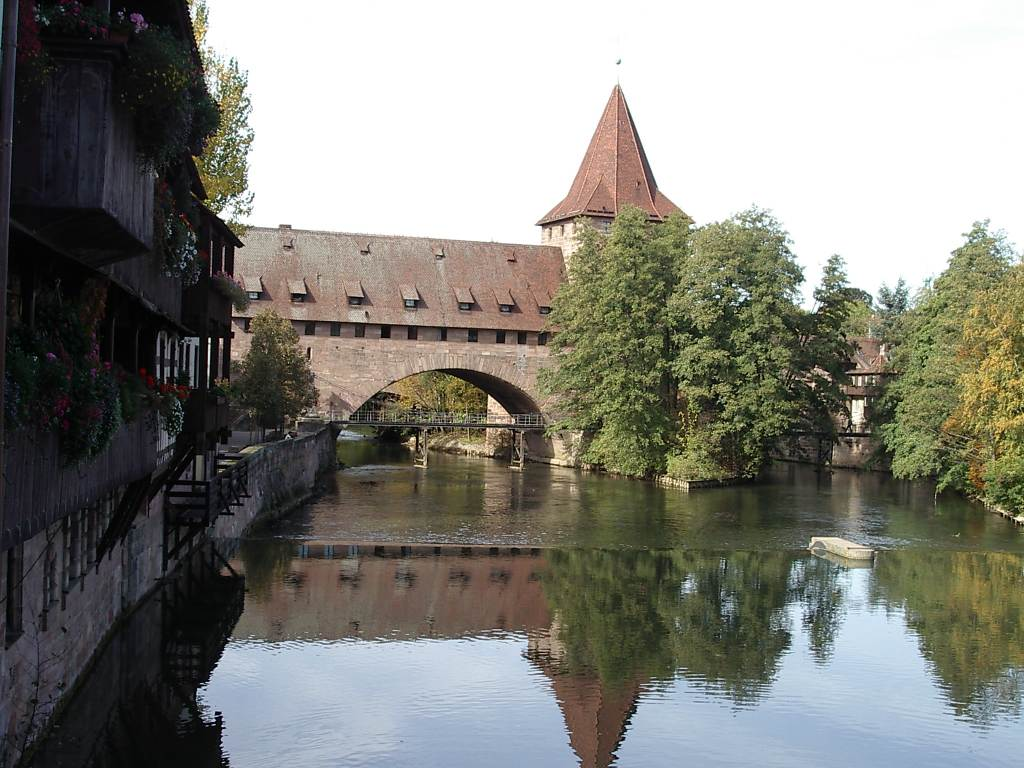
Rio Pegnitz, na cidade de Nuremberg.

Rio Pegnitz é um rio da Alemanha, localizado na região da Francônia, no estado da Baviera.
O rio nasce na cidade de Lauf an der Pegnitz e tem um comprimento de 115 km, com um desnível de 425 m.